# Chiesa di Santa Maria Maddalena (Costigliole Saluzzo)
La chiesa di Santa Maria Maddalena è la chiesa parrocchiale di Costigliole Saluzzo. 

## Storia e descrizione
Le prime notizie possono essere ricavate da documenti del 1415 e la chiesa divenne parrocchiale certamente prima del 1492. L'edificio primitivo aveva la facciata di stile gotico piemontese, con contrafforti a sezione rettangolare che segnavano la divisione interna in tre navate. La volta era in legno, nel seicento venne costruita in muratura, abbassata rispetto all'originale. Il campanile probabilmente fu costruito una volta terminata la chiesa. Tra il cinquecento ed il seicento venne abbellita con dipinti del pittore del saluzzese.
L'affresco raffigurante san Francesco che riceve le stimmate, sulla seconda colonna di destra sotto il pulpito, venne dipinto dopo l'atto di confratellanza stretto dalla comunità costigliolese con i francescani nel 1495.